# فيليوتشيك
{{ص.م جبل
| خريطة طبوغرافية = Russia Kamchatka Krai#Russia
| حجم خريطة الموقع = 
| الإحداثيات = فيليوتشيك، المعروف أيضًا باسم فيليوتشينسكي (بالروسية: Вилючинский вулкан)‏ عبارة عن بركان طبقي يقع في الجانب الجنوبي من شبه جزيرة كامتشاتكا، روسيا. يقع على بعد حوالي 30 كيلومتر (19 ميل) جنوب غرب مدينة فيليوتشينسك المغلقة.